# 坎瓦多斯
坎巴多斯，是西班牙加利西亚自治区蓬特韦德拉省的一个市镇。 总面积23平方公里，总人口13.385人（2001年），人口密度582人/平方公里。